# Australie aux Jeux olympiques d'été de 1984
L'Australie participe aux Jeux olympiques d'été de 1984 à Los Angeles aux États-Unis. 242 athlètes australiens, 169 hommes et 73 femmes, ont participé à 137 compétitions dans 22 sports. Ils y ont obtenu  médailles :  d'or,  d'argent et  de bronze.

## Médailles
| Médaille | Discipline    | Épreuve                          | Athlète | Performance | Date |
| -------- | ------------- | -------------------------------- | --- | ----------- | ---- |
| Or       | Natation      | 200 mètres papillon hommes       | Jon Sieben |             |      |
| Or       | Athlétisme    | Heptathlon femmes                | Glynis Nunn |             |      |
| Or       | Haltérophilie | +110 kg                          | Dean Lukin |             |      |
| Or       | Cyclisme      | Poursuite par équipes hommes     | Michael Grenda Kevin Nichols Michael Turtur Dean Woods                                                                       |             |      |
| Argent   | Aviron        | Quatre de couple hommes          | Paul Reedy Gary Gullock Timothy McLaren Anthony Lovrich                                                                      |             |      |
| Argent   | Haltérophilie | 75–82.5 kg                       | Robert Kabbas |             |      |
| Argent   | Athlétisme    | Saut en longueur hommes          | Gary Honey |             |      |
| Argent   | Natation      | 100 mètres nage libre hommes     | Mark Stockwell |             |      |
| Argent   | Natation      | 200 mètres brasse hommes         | Glenn Beringen |             |      |
| Argent   | Natation      | 4 × 100 m nage libre             | Greg Fasala Neil Brooks Michael Delany Mark Stockwell                                                                        |             |      |
| Argent   | Natation      | 200 mètres papillon femmes       | Karen Phillips |             |      |
| Argent   | Natation      | 400 mètres 4 nages femmes        | Suzanne Landells |             |      |
| Bronze   | Athlétisme    | Lancer du poids femmes           | Gael Martin |             |      |
| Bronze   | Canoë-kayak   | 1000 mètres kayak biplace hommes | Barry Kelly Grant Kenny |             |      |
| Bronze   | Tir           | Pistolet à 25 m femmes           | Patricia Dench |             |      |
| Bronze   | Voile         | Tornado                          | Christopher Cairns John Anderson                                                                                             |             |      |
| Bronze   | Aviron        | Huit hommes                      | Craig Muller Clyde Hefer Samuel Patten Timothy Willoughby Ian Edmunds James Battersby Ion Popa Stephen Evans Gavin Thredgold |             |      |
| Bronze   | Aviron        | Quatre barré femmes              | Robyn Grey-Gardner Karen Brancourt Susan Chapman Margot Foster Susan Lee                                                     |             |      |
| Bronze   | Natation      | 400 mètres nage libre hommes     | Justin Lemberg |             |      |
| Bronze   | Natation      | 100 mètres papillon hommes       | Glenn Buchanan |             |      |
| Bronze   | Natation      | 100 mètres brasse hommes         | Peter Evans |             |      |
| Bronze   | Natation      | 400 mètres 4 nages hommes        | Robert Woodhouse |             |      |
| Bronze   | Natation      | 4 × 100 m 4 nages                | Mark Kerry Peter Evans Glenn Buchanan Mark Stockwell                                                                         |             |      |
| Bronze   | Natation      | 200 mètres 4 nages femmes        | Michelle Pearson |             |      |